# James Tiberius Kirk
James Tiberius Kirk, sovint conegut com a Capità Kirk, és un personatge fictici de la franquícia mediàtica Star Trek. Originalment interpretat per l'actor canadenc William Shatner, Kirk va aparèixer per primera vegada a Star Trek servint a bord de la nau estel·lar USS Enterprise com a capità. Kirk lidera la seva tripulació mentre exploren nous mons i "van amb valentia on cap home ha anat mai". Sovint, els personatges de Spock i Leonard "Bones" McCoy actuen com les seves caixes de ressonància lògiques i emocionals, respectivament. Kirk també ha estat retratat en nombroses pel·lícules, llibres, còmics, webepisodis i videojocs.
Kirk apareix per primera vegada a l'episodi de Star Trek "El parany home", emès el 8 de setembre de 1966, tot i que el primer episodi gravat amb Shatner va ser "On no ha anat mai cap home". Shatner va continuar en el paper durant les tres temporades de la sèrie, i més tard va posar la veu a la versió animada de Kirk a Star Trek: La sèrie animada (1973–1974). Shatner va tornar al paper per a Star Trek: La pel·lícula (1979) i a sis pel·lícules posteriors.
L'actor estatunidenc Chris Pine interpreta una versió jove del personatge a la pel·lícula Star Trek del 2009, Star Trek Into Darkness (2013), i a Star Trek Beyond (2016). Paul Wesley interpreta Kirk a la sèrie de Paramount+ Star Trek: Strange New Worlds, ambientada abans que Kirk fos capità de l'Enterprise. Altres actors han interpretat el personatge en mitjans creats per fans, i el personatge ha estat objecte de múltiples parodies i sàtires.

## Biografia
James Tiberius Kirk va néixer a Riverside (Iowa), el 22 de març de 2228, on va ser criat pels seus pares, George i Winona Kirk. Tot i que va néixer a la Terra, Kirk va viure durant un temps a Tarsus IV, on va ser un dels nou testimonis supervivents de la massacre de 4.000 colons per Kodos el botxí. El germà de James Kirk, George Samuel Kirk, s'esmenta per primera vegada a "De què són fetes les nenes petites?" i es presenta i és assassinat a "Operació: Aniquilació", deixant enrere tres fills.

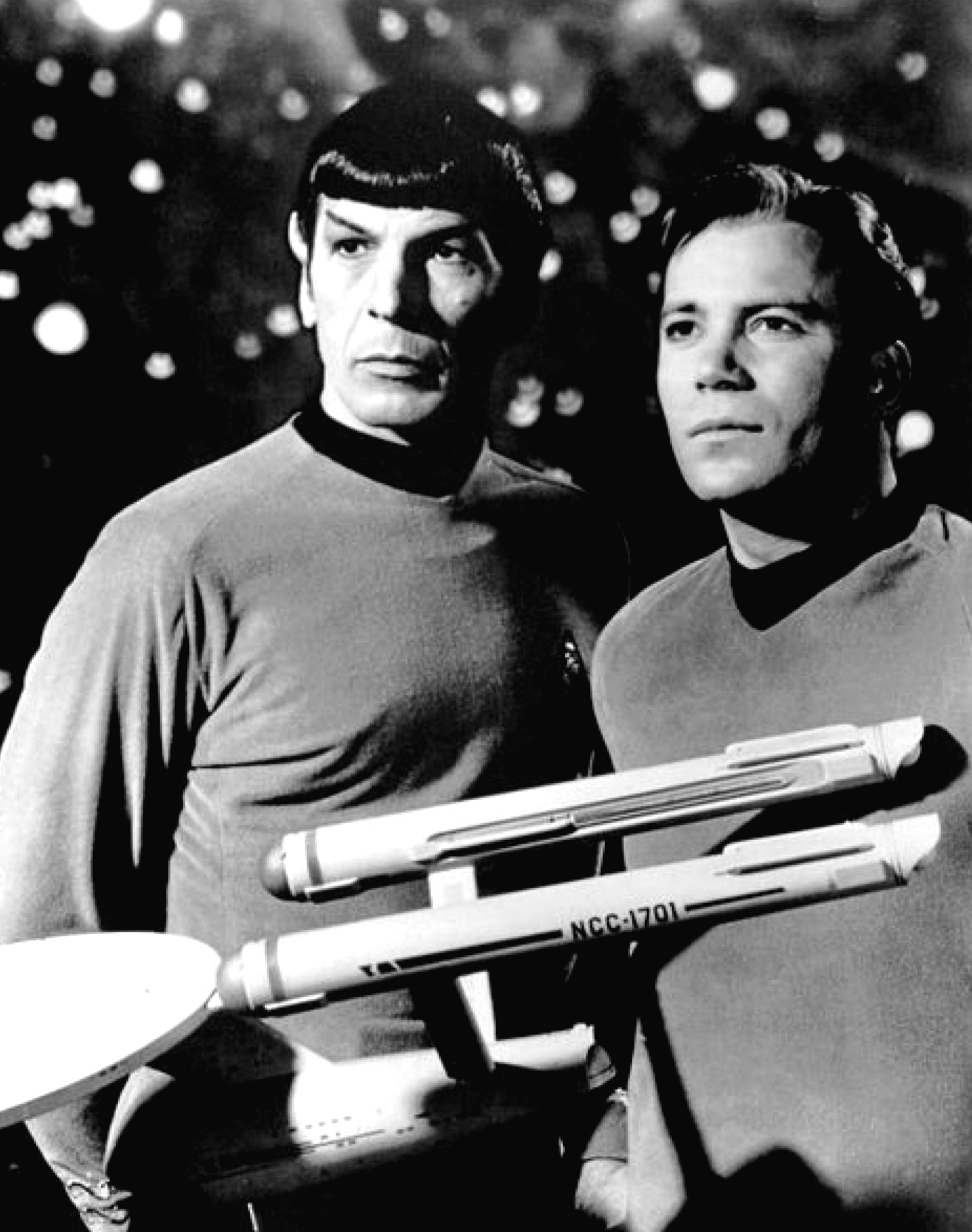
Foto publicitària de William Shatner com a Kirk, amb Leonard Nimoy com a Mr. Spock

Kirk es va convertir en el primer i únic estudiant de l'Acadèmia de la Flota Estel·lar a superar la prova Kobayashi Maru, i va rebre una menció honorífica per la seva originalitat després de reprogramar l'ordinador per fer possible l'"escenari sense victòria". Kirk va rebre una comissió de camp com a alferes i va ser destinat a entrenament avançat a bord de l'USS Republic. Després va ser ascendit a tinent júnior i va tornar a l'Acadèmia de la Flota Estel·lar com a estudiant instructor. Segons un amic, els estudiants podien "pensar o enfonsar-se" a la seva classe, i el mateix Kirk era "una pila de llibres amb cames". Després de graduar-se entre el cinc per cent superior, Kirk va ser ascendit a tinent i va servir a bord de l'USS Farragut. Mentre estava assignat al Farragut, Kirk va comandar el seu primer estudi planetari i va sobreviure a un atac mortal d'una estranya criatura semblant a un núvol que va matar una gran part de la tripulació del Farragut, inclòs el seu oficial al comandament, el capità Garrovick. Tot i que l'oficial executiu supervivent no hi va estar d'acord, Kirk es va culpar a si mateix durant anys per dubtar a disparar les armes que li havien estat assignades en veure l'amenaça fins que una trobada posterior amb la criatura va demostrar que disparar immediatament amb armes convencionals hauria estat inútil de totes maneres.
Kirk es va convertir en el capità de nau espacial més jove de la Flota Estel·lar després de rebre el comandament de l'USS Enterprise per a una missió de cinc anys, tres anys dels quals es representen a la sèrie original de Star Trek. Les relacions més significatives de Kirk a la sèrie de televisió són amb el primer oficial Spock i el cap mèdic Dr. Leonard "Bones" McCoy. McCoy és algú a qui Kirk es descarrega i és un contrapès de Spock. The Myth of the American Superhero de Robert Jewett i John Shelton Lawrence descriu Kirk com "un líder impulsiu que s'esforça a si mateix i a la seva tripulació més enllà dels límits humans". Terry J. Erdman i Paula M. Block, al seu llibre de text Star Trek 101, assenyalen que, tot i ser "astut, valent i segur de si mateix", Kirk també té una "tendència a ignorar les regulacions de la Flota Estel·lar quan sent que la fi justifica els mitjans"; ell és "l'oficial per excel·lència, un home entre els homes i un heroi per als segles". Tot i que Kirk al llarg de la sèrie té relacions romàntiques amb diverses dones, quan s'enfronta a l'elecció entre una dona i l'"Enterprise", "la seva nau sempre guanyava".
Roddenberry va escriure en una nota de producció que Kirk no té por de ser fal·lible, sinó que té por de les conseqüències per a la seva nau i la tripulació si comet un error de judici. Roddenberry va escriure:
| « | [Kirk] té les inseguretats i els dubtes de qualsevol home normal, però sap que mai no les pot mostrar, excepte ocasionalment en privat amb el metge de la nau McCoy o en moments posteriors amb el Sr. Spock, les opinions del qual Kirk ha après a valorar tan altament. | » |

A Star Trek: La pel·lícula, l'almirall Kirk és el cap d'operacions de la Flota Estel·lar i pren el comandament de lEnterprise del capità Willard Decker. La novel·lització de La pel·lícula del creador de Star Trek Gene Roddenberry representa Kirk casat amb una oficial de la Flota Estel·lar morta durant un accident de transportador. Al principi de Star Trek 2: La còlera del Khan, Kirk pren el comandament de l'Enterprise del capità Spock per perseguir el seu enemic de "Llavor espacial", Khan Noonien Singh. La pel·lícula presenta l'examant de Kirk, Carol, i el seu fill, David Marcus. Spock, que assenyala que "comandar una nau estel·lar és el primer i millor destí [de Kirk]", mor al final de Star Trek 2. A Star Trek 3: A la recerca de Spock, l'almirall Kirk lidera els seus oficials supervivents en una missió reeixida per rescatar Spock d'un planeta on ha renascut. Tot i que Kirk és degradat a capità a Star Trek 4: Missió salvar la Terra per desobeir les ordres de la Flota Estel·lar, també rep el comandament de la nova Enterprise, l'USS Enterprise-A (NCC 1701-A).
A Star Trek: Generations, el Capità Jean-Luc Picard troba Kirk vivint al Nexus atemporal, tot i que la història va registrar la seva mort durant el viatge inaugural de l'Enterprise-B, ja que Kirk va caure al Nexus en l'incident que va causar la seva "mort". Picard persuadeix Kirk perquè torni al present de Picard per ajudar a evitar que el dolent Soran destrueixi el sol de Veridian III. Tot i que Kirk inicialment rebutja l'oferta, hi accedeix després d'adonar-se que el Nexus no li pot donar l'única cosa que sempre ha buscat: la capacitat de marcar la diferència. Els dos abandonen el Nexus i aturen Soran. Tanmateix, Kirk resulta ferit de mort; mentre mor, Picard li assegura que ell va ajudar a "marcar la diferència". Picard enterra Kirk al planeta, però a la tercera temporada de Star Trek: Picard (2023), es revela que el cos de Kirk està emmagatzemat en estasi a l'Institut Daystrom per la Secció 31.

### Shatnervers
Des de llavors, Shatner ha escrit una sèrie de novel·les en què Kirk torna a la vida gràcies a una aliança Borg-Romulana per servir com a assassí contra Picard, però torna a la normalitat i torna al servei actiu provisional a la Flota Estel·lar, inclòs oposant-se al seu homòleg de l'Univers Mirall.

### Cronologia Kelvin
En aquesta sèrie de pel·lícules, Chris Pine interpreta Kirk.
Les pel·lícules tenen lloc en un curs alternatiu d'esdeveniments conegut com la "Línia temporal Kelvin" que revelen diferents orígens de Kirk, la formació de la seva associació amb Spock, i com van arribar a servir junts a l'Enterprise. Mentre que La sèrie original retratava Kirk com si hagués nascut a Iowa, la pel·lícula Star Trek el retrata neixent en una llançadora que escapa de la nau estel·lar USS Kelvin en una línia de temps alternativa en què el seu pare mor quan la Kelvin és atacada per una nau romulana del futur. A la pel·lícula, George i Winona Kirk posen al seu fill el nom de James Tiberius en honor al seu avi matern i patern, respectivament.
Tot i que la pel·lícula tracta detalls específics de Star Trek com a mutables, les caracteritzacions estan pensades per «seguir sent les mateixes» encara que Kirk va ser retratat inicialment com "un rebel imprudent i buscaraons" però que finalment madura. Segons Pine, el personatge és "un noi de 25 anys [que actua com un] noi de 15 anys" i que està "enfadat amb el món", ins que s'inscriu a l'Acadèmia de la Flota Estel·lar bàsicament després de ser "desafiat" pel capità Christopher Pike.
Kirk i Spock s'enfronten a l'Acadèmia de la Flota Estel·lar, però, al llarg de la pel·lícula, Kirk centra la seva "passió i obstinació i l'espectre d'emocions" i es converteix en capità de l'"Enterprise". També l'ajuda una trobada amb Spock, el desplaçat en el temps de la línia temporal original, que inspira Kirk a viure al màxim del seu potencial després d'aprendre sobre la versió paral·lela de si mateix i els seus èxits com a capità a la línia temporal de Spock el vell.

## Desenvolupament

### Concepció i televisió

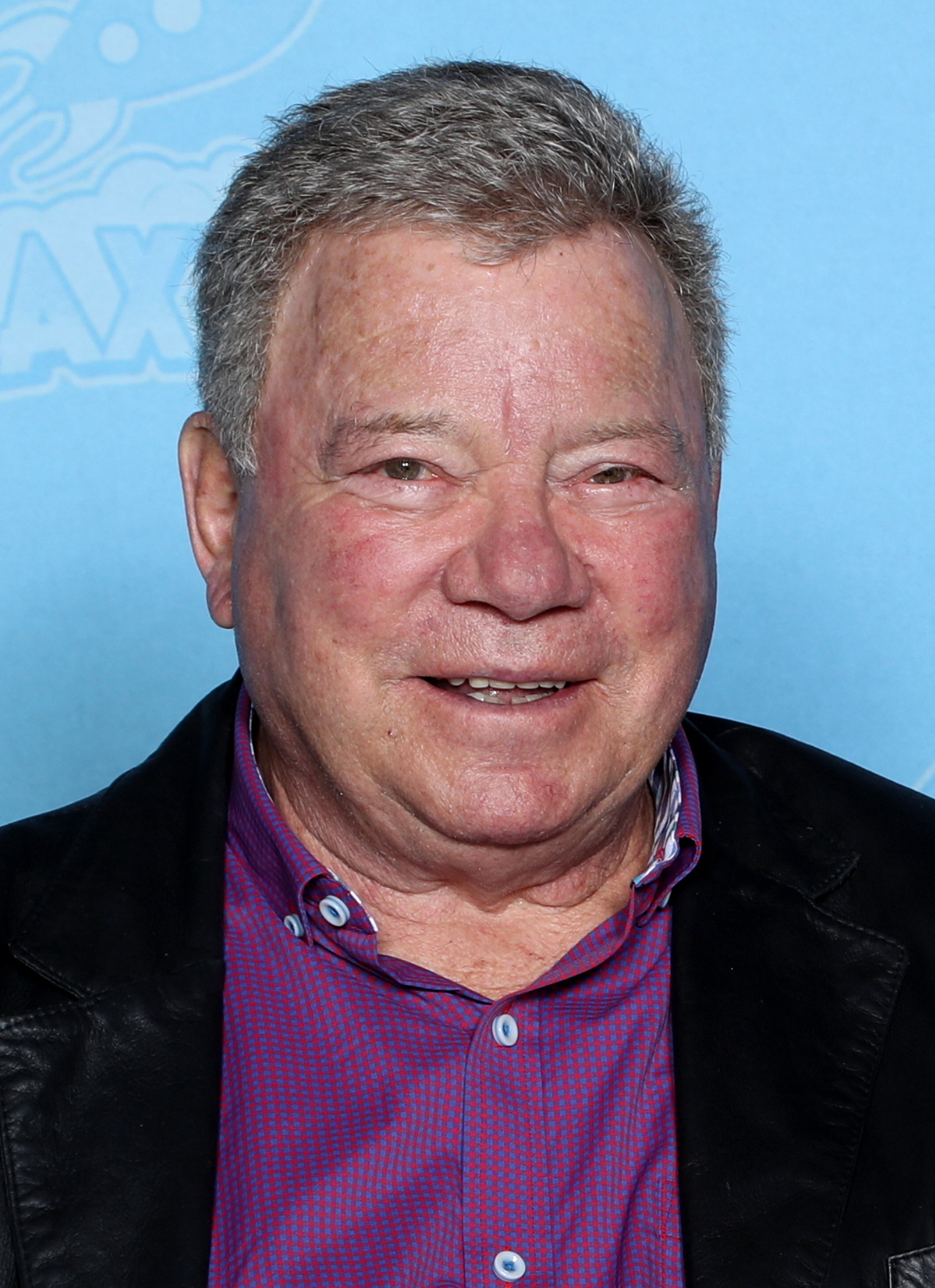
Shatner va interpretar Kirk a Star Trek (sèrie original) i a les primeres set pel·lícules.

Jeffrey Hunter va interpretar l'oficial al comandament de l'USS Enterprise, el capità Christopher Pike, al pilot de televisió rebutjat de Star Trek "La gàbia". En el desenvolupament d'un nou episodi pilot, anomenat "On no ha anat mai cap home", el creador de la sèrie Gene Roddenberry va canviar el nom del capità a "James Kirk" després de rebutjar altres opcions com Hannibal, Timber, Flagg i Raintree. El títol de l'episodi pot haver estat inspirat pel capità James Cook, l'entrada del diari del qual "l'ambició em porta... més lluny del que qualsevol altre home ha estat abans de mi" va inspirar el títol de l'episodi, i es va convertir en la frase recurrent de la sèrie a la veu en off inicial. El personatge està basat en part en l'heroi Horatio Hornblower de C. S. Forester, i a NBC volien que la sèrie emfatitzés l'"individualisme robust" del capità. Roddenberry havia utilitzat anteriorment el segon nom de Tiberius per al personatge principal de la seva sèrie de televisió anterior, The Lieutenant, que havia de comptar amb diversos actors que més tard formarien part de la producció de Star Trek.
Jack Lord va ser l'elecció original de Desilu Productions per interpretar Kirk, però la seva exigència del cinquanta per cent de la propietat de la sèrie va fer que no fos contractat. El segon episodi pilot va tenir èxit, i "On no ha anat mai cap home" es va emetre com el tercer episodi de Star Trek el 22 de setembre de 1966.
William Shatner va intentar imbuir el personatge amb qualitats de "sorpresa i meravella" absents a "La gàbia". També es va inspirar en les seves experiències com a actor shakespearià per revigoritzar el personatge, els diàlegs del qual de vegades estan carregats de jerga. Shatner no sols es va inspirar en el suggeriment de Roddenberry de Hornblower, sinó també en Alexandre el Gran – "l'atleta i l'intel·lectual del seu temps" – a qui Shatner havia interpretat per a un pilot de televisió no venut dos anys abans. A més, l'actor va basar Kirk en part en ell mateix perquè "el factor fatiga [després de setmanes de rodatge diari] és tal que intentes ser el més honest possible amb tu mateix". Veterà de la comèdia, Shatner va suggerir fer que els personatges de la sèrie se sentissin tan còmodes treballant a l'espai com ho serien al mar, fent així que Kirk fos un humorístic "bon amic el capità, que en moments de necessitat es recuperaria i es convertiria en el guerrer". Canviar el personatge per ser "un home amb emocions molt humanes" també va permetre el desenvolupament del personatge de Spock. Shatner va escriure que "Kirk era un home que es meravellava i apreciava molt les infinites sorpreses que li presentava l'univers... No donava les coses per fetes i, més que res, respectava la vida en cadascuna de les seves estranyes formes d'aventura setmanal".

### Pel·lícules
Shatner no esperava que Star Trek tingués èxit, així que quan es va cancel·lar el 1969, va assumir que seria el final de la seva associació amb la franquícia. Arran de la popularitat de Star Trek després de la seva cancel·lació, Shatner va posar la veu a Kirk a la sèrie animada "Star Trek", va protagonitzar les set primeres pel·lícules de "Star Trek", i va fer el doblatge per a diversos jocs. El director i guionista de Star Trek 2: La còlera del Khan Nicholas Meyer, que no havia vist mai un episodi de Star Trek abans que li assignessin la direcció, va concebre una atmosfera de "Hornblower a l'espai exterior", sense saber que aquests llibres havien influït en la sèrie. Meyer també va emfatitzar els paral·lelismes amb Sherlock Holmes, ja que tots dos personatges es debiliten en absència d'estímuls: nous casos per a Holmes; aventures espacials per a Kirk.
El guió de Meyer de "La còlera del Khan" se centra en l'edat de Kirk, amb McCoy regalant-li unes ulleres com a regal d'aniversari. El guió indica que Kirk té 49 anys, però Shatner no estava segur de ser específic sobre l'edat de Kirk perquè dubtava a interpretar una versió de mitjana edat d'ell mateix. Shatner va canviar d'opinió quan el productor Harve Bennett el va convèncer que podia envellir amb gràcia com Spencer Tracy. El sacrifici de Spock al final de la pel·lícula permet el renaixement espiritual de Kirk; després de comentar anteriorment que se sent vell i esgotat, Kirk afirma a l'escena final que se sent "jove". A més, la solució autosacrificada de Spock a l'escenari sense sortida Kobayashi Maru, que Kirk havia superat amb trampa, obliga Kirk a enfrontar-se a la mort i a créixer com a personatge.
Tant el públic de Shatner com el de prova estaven insatisfets que Kirk rebés un tret mortal a l'esquena al final original de la pel·lícula Star Trek: Generations. Una addenda inserida mentre s'imprimien les Star Trek Movie Memories, memòries de Shatner on expressa el seu entusiasme per haver estat cridat per filmar un final reescrit. Malgrat la reescriptura, el coguionista de Generations Ronald D. Moore va dir que la mort de Kirk, que pretenia "ressonar al llarg de la franquícia Star Trek",no va aconseguir "abordar els temes [de la mort i la mortalitat] de la manera que volíem". Malcolm McDowell, el personatge del qual mata Kirk, estava insatisfet amb les dues versions de la mort de Kirk: creia que Kirk hauria d'haver estat assassinat "a gran escala". McDowell afirma haver rebut amenaces de mort després de l'estrena de Generations.

### Franquícia "reinvenció"

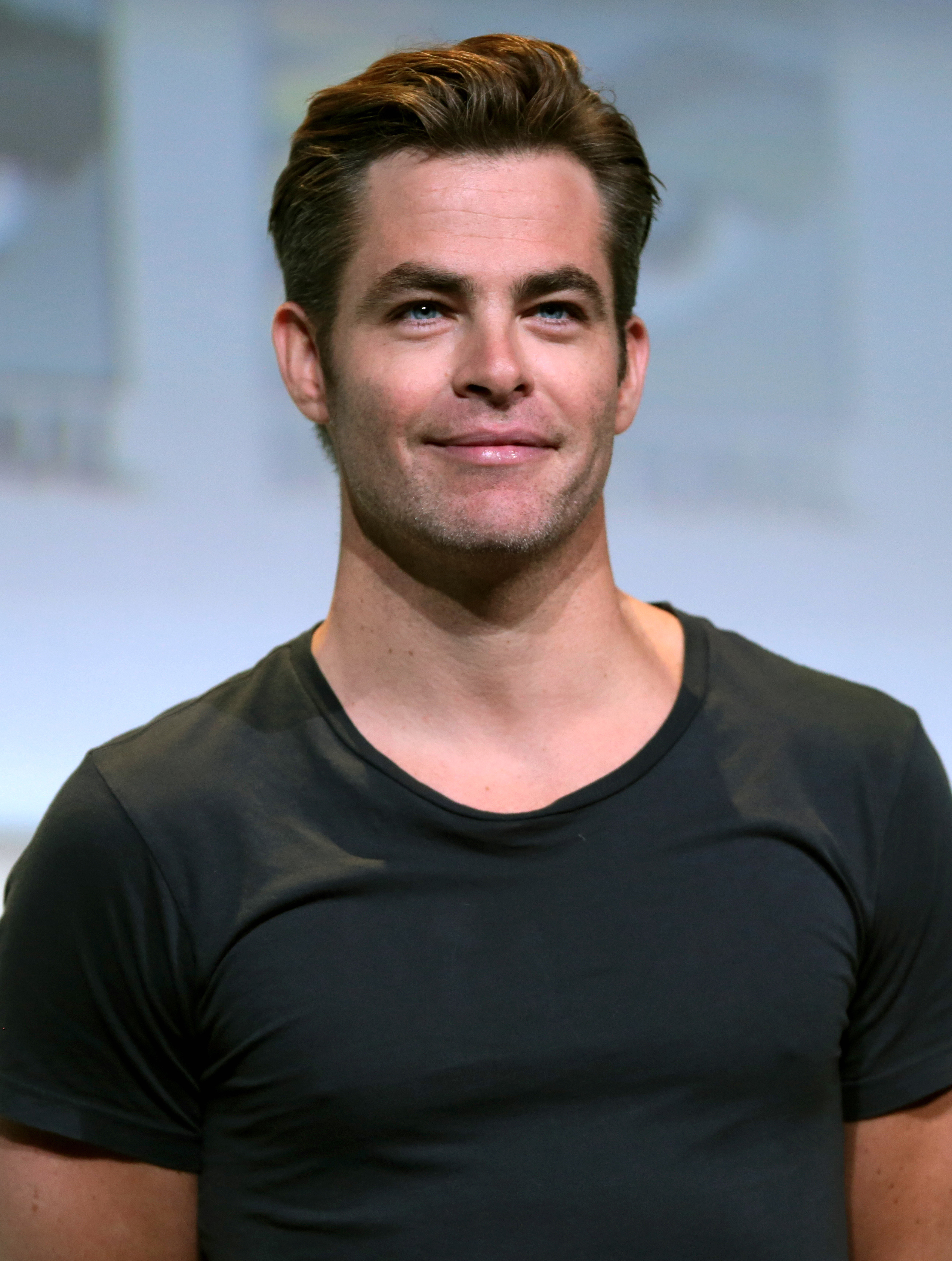
Chris Pine ha retratat una versió de Kirk en realitat alternativa en tres pel·lícules de Star Trek des del 2009.

A Star Trek (2009), els guionistes Alex Kurtzman i Roberto Orci van centrar la seva història en Kirk i Spock a la línia de temps alternativa de la pel·lícula, tot intentant preservar els trets clau dels personatges de les representacions anteriors. Kurtzman va dir que escollir algú la representació del qual de Kirk demostrés que el personatge "està sent honorat i protegit" era "complicat", però que "l'esperit de Kirk és molt viu i en plena forma" en la representació de Pine. A causa de la seva creença que no es podia prendre seriosament com a líder, Pine va recordar haver tingut dificultats amb la seva audició, que li va obligar a "bordar jerga Trek'", però el seu carisma va impressionar el director J. J. Abrams. La química de Pine amb Zachary Quinto, que interpretava Spock, va portar Abrams a oferir el paper a Pine. Jimmy Bennett va interpretar Kirk en escenes que representaven la infància del personatge. Els guionistes van recórrer a material de la novel·la Best Destiny per inspirar-se en la infància de Kirk.
En preparar-se per interpretar Kirk, Pine va decidir abraçar els trets clau del personatge – "encantador, divertit, líder d'homes"– en lloc d'intentar encaixar en la "imatge predigerida" de la representació de Shatner. Pine específicament no va intentar reflectir la cadència de Shatner, creient que fer-ho es convertiria en "una suplantació". Pine va dir que volia que la seva interpretació de Kirk s'assemblés al màxim als personatges d'Indiana Jones o Han Solo de Harrison Ford, destacant el seu humor i els seus trets d'"heroi accidental".
Durant la producció de la pel·lícula va sorgir un malentès sobre la possibilitat que Shatner fes un cameo. Segons Abrams, l'equip de producció va considerar maneres de ressuscitar el difunt personatge de Kirk de Shatner, però no va poder idear una manera que no fos "coixa". Tanmateix, Abrams creia que Shatner va malinterpretar el llenguatge sobre intentar incloure "ell" a la pel·lícula com una referència a Shatner, i no al seu personatge. Shatner va publicar un vídeo de YouTube expressant la seva decepció per no haver estat contactat per a un cameo. Tot i que Shatner va qüestionar la sensatesa de no incloure'l a la pel·lícula, va predir que la pel·lícula seria "meravellosa" i que estava "bromejant" sobre que Abrams no li oferia un cameo.

### Star Trek: Strange New Worlds

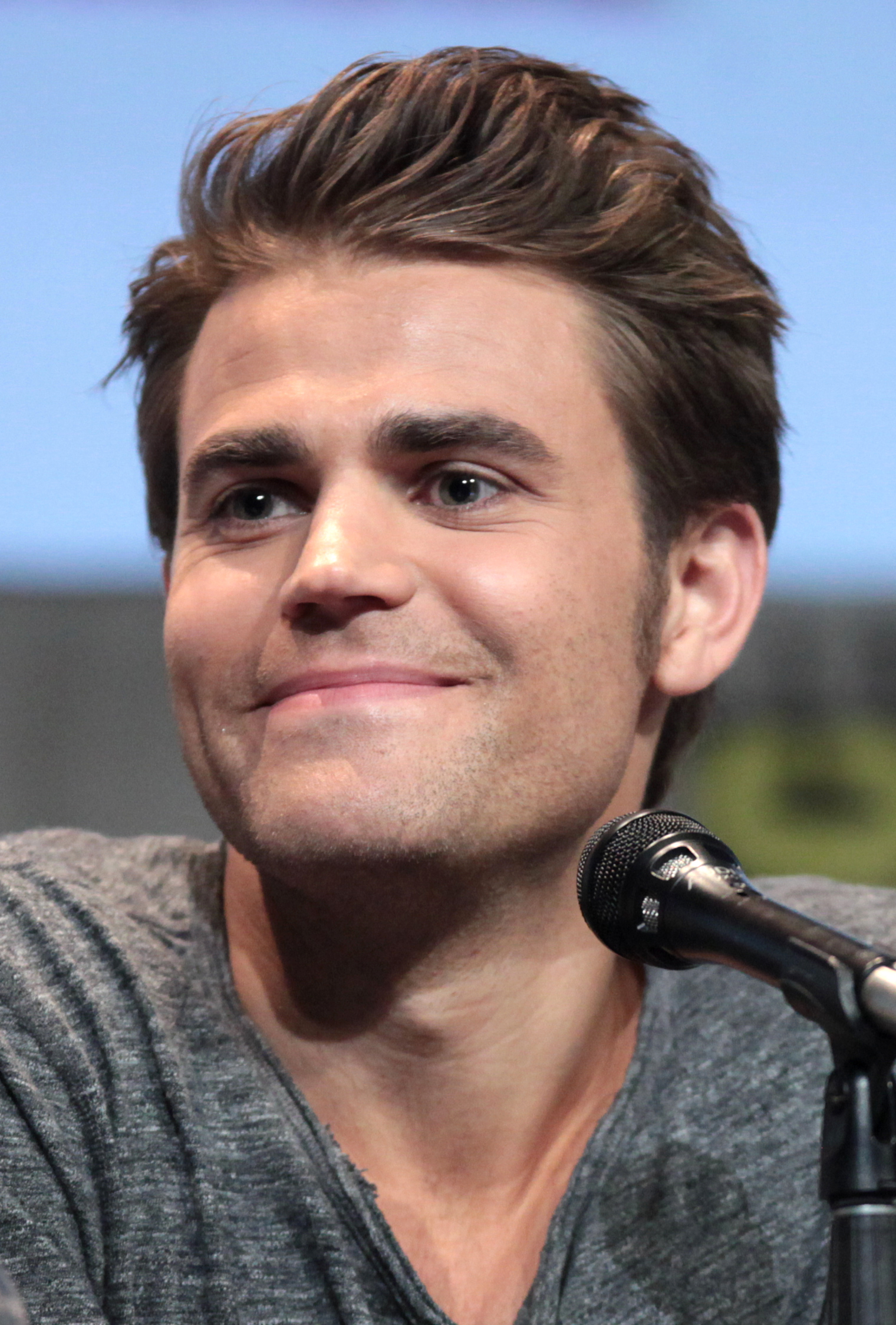
Paul Wesley ha interpretat Kirk a Star Trek: Strange New Worlds des de 2022

Kirk també apareix a Star Trek: Strange New Worlds, que està ambientada sis anys abans dels esdeveniments de La sèrie original. Apareix per primera vegada a l'episodi final de la primera temporada, interpretat per Paul Wesley, i va ser un personatge recurrent convidat a la segona temporada. En aquesta sèrie, l'Enterprise té un altre capità, el predecessor de Kirk Christopher Pike, que va aparèixer per primera vegada a "La gàbia".

## Recepció
Segons Shatner, els primers crítics de "Star Trek" van descriure la seva actuació com a "frívola", i la majoria dels elogis actorals i l'interès mediàtic de la sèrie van anar cap a Nimoy. Tanmateix, els gestos de Shatner en interpretar Kirk s'han tornat "instantàniament recognoscibles" i Shatner va guanyar un Premi Saturn al millor actor el 1982 per La còlera del Khan. El director de Star Trek II Nicholas Meyer va dir que Shatner "fa la millor actuació de la seva vida" a La còlera del Khan. The Guardian a qualificar la interpretació de Kirk per part de Pine com un "èxit sense reserves", i The Boston Globe va dir que Pine és "un bon xicot descarat, Kirk". Slate, que va qualificar Pine de "joia", va descriure la seva actuació com una "canalització" de Shatner sense ser una suplantació.
Slate va descriure la representació de Kirk per part de Shatner com un "líder d'homes expansiu, lasciu, lleugerament ridícul i, tanmateix, supremament capaç, Falstaffià en el seu amor per la vida i la seva amplitud d'esperit". The Myth of the American Superhero es refereix a Kirk com un "redemptor sobrehumà" que "com un veritable superheroi ... escapa regularment després d'arriscar-se a lluitar amb monstres o naus espacials enemigues". Tot i que alguns episodis qüestionen la posició de Kirk com a heroi, Star Trek "mai va deixar l'espectador en dubte durant gaire temps". Altres han comentat que la "força, intel·ligència, encant i aventurerisme" exagerats de Kirk el fan poc realista. Kirk és descrit com a capaç de trobar maneres "a través de problemes imprevistos per assolir els seus objectius" i el seu estil de lideratge és més "apropiat en un equip unit, geogràficament idèntic amb una cultura de lideratge fort". Tot i que Roddenberry va concebre el personatge com "en un sentit molt real... 'casat amb l' Enterprise, Kirk ha estat conegut per "les seves aventures sexuals amb dones precioses de totes les mides, formes i tipus"; ha estat anomenat "promiscu" i titllat de "faldiller". L'autor de The Last Lecture Randy Pausch creia que es va convertir en un millor professor, col·lega i marit perquè va veure Kirk dirigir l'Enterprise; Pausch va escriure que «per a nois ambiciosos amb inclinació científica, no hi podria haver un model millor que James T. Kirk». David A. Goodman va comentar que Kirk «té tanta realitat com és possible per a un personatge de ficció».
El 2012, IGN va classificar el personatge del capità Kirk, tal com es representa a la sèrie original, les pel·lícules i el nou Kirk a la pel·lícula del 2009 Star Trek, com el personatge número u de l'univers Star Trek. El 2016, Kirk va ser classificat com el personatge número 1 més important de la Flota Estel·lar dins de l'univers de ciència-ficció de Star Trek per la revista Wired, d'entre 100 personatges de la franquícia.
El 2018, CBR va classificar Kirk com el millor personatge de la Flota Estel·lar de Star Trek, incloses les sèries de televisió posteriors.
El juliol de 2019, Screen Rant va classificar Kirk com el vuitè personatge més intel·ligent de Star Trek.

### Impacte cultural

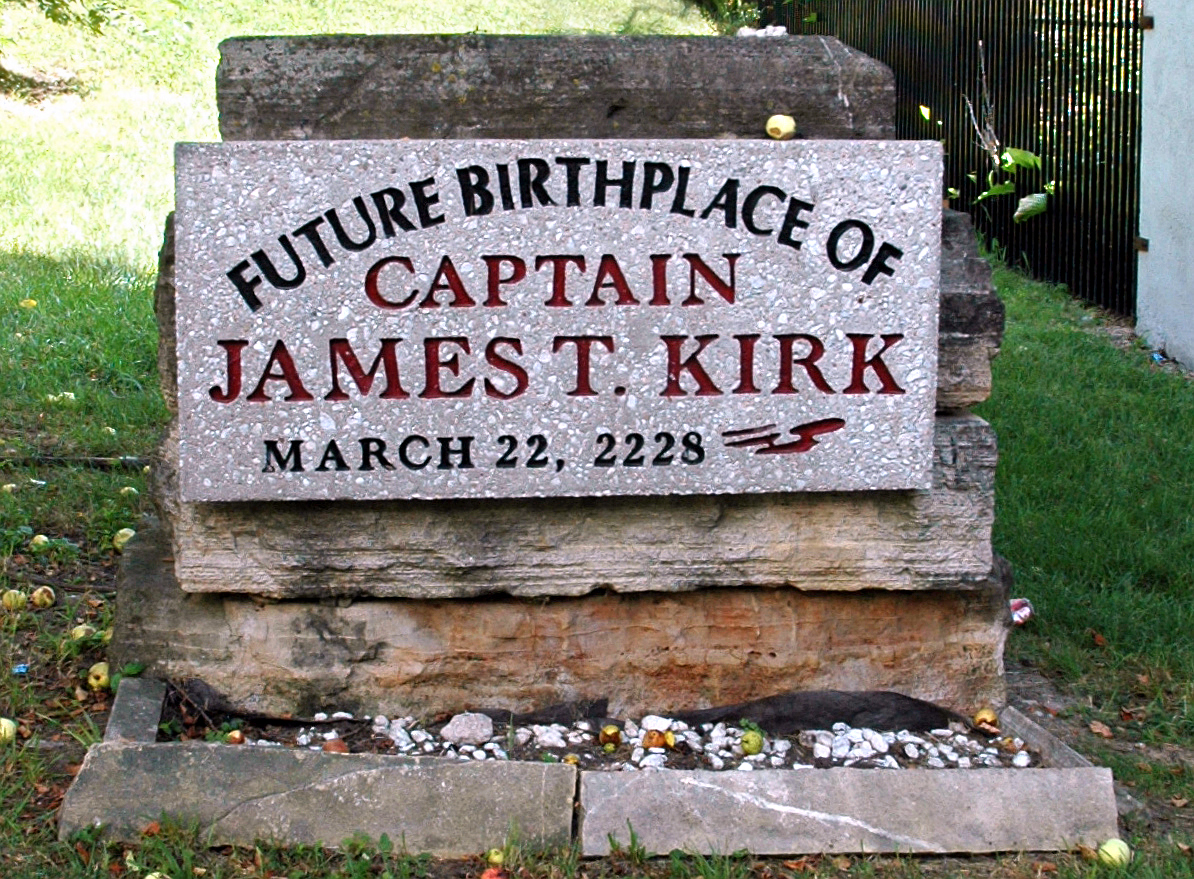
La placa que marca Riverside (Iowa), autoproclamat com el "futur lloc de naixement" del capità Kirk

El 1985, Riverside (Iowa) va sol·licitar a Roddenberry i Paramount Pictures permís per "adoptar" Kirk com el "Futur Fill" de la seva ciutat. Shatner i Roddenberry aprovaren la proposta. Paramount volia 40.000 dòlars per obtenir una llicència per reproduir un bust de Kirk, però la ciutat en comptes d'això va col·locar una placa i va construir una rèplica de l'Enterprise (anomenat "USS Riverside"), i el Riverside Area Community Club celebra un "Trek Fest" anual en previsió de l'aniversari de Kirk.
Kirk ha estat objecte d'una àmplia gamma de paròdies televisives que s'han emès en molts països, com ara The Carol Burnett Show i Bernd das Brot de KI.KA. La impressió de Kirk de John Belushi per a Saturday Night Live, que va descriure com el seu paper preferit, era "encertadíssima". Jim Carrey ha estat elogiat per la seva sàtira del personatge en una episodi de 1992 de In Living Color. El comediant Kevin Pollak és conegut per les seves imitacions de Shatner com a Kirk.
El memorable crit de Kirk de "Khan!" a la pel·lícula de 1982 Star Trek 2: La còlera del Khan s'ha convertit en una icona de la cultura pop per dret propi, generant mems d'Internet i és àmpliament parodiada i se li ret homenatge.
S'ha fet referència a Kirk a les lletres de moltes cançons pop. Alguns exemples primerencs són la cançó de 1979 "Where's Captain Kirk?" de Spizzenergi, la cançó de rap de 1982 "Tough" de Kurtis Blow i "99 Luftballons" de Nena de 1983 (versions en alemany i anglès). Més recentment, al remix del 2003 de "That Don't Impress Me Much" del 1998, Shania Twain presenta el capità Kirk com un dels ideals inassolibles als quals el seu pretendent poc atractiu i altiu aparentment es creu igual. Kirk s'ha comercialitzat de diverses maneres, incloent-hi busts de col·lecció, figures d'acció, tasses, samarretes, i ornaments d'arbre de Nadal. Una màscara de Halloween de Kirk va ser alterada i utilitzada com la màscara que portava el personatge Michael Myers a la franquícia cinematogràfica Halloween. l 2002, la cadira de capità de Kirk de la sèrie original de Star Trek es va subhastar per 304.000 dòlars.
En un enquesta del 2010 de la Space Foundation, Kirk va empatar amb el cosmonauta Iuri Gagarin com el sisè heroi espacial més popular.
El capità Kirk també ha estat retratat en forma felina. Primer, antropomòrficament, en dos episodis de la sèrie infantil animada de dissabte al matí de Filmation de 1975 The Secret Lives of Waldo Kitty. El dibuix animat es basa en les fantasies del personatge principal sobre ser diversos felins heroics basats en icones de la cultura popular. Més tard va arribar el llibre de la il·lustradora científica Jey Parks del 2017, "Star Trek Cats", en què Kirk és representat com un gat tigrat taronja.
El cràter Kirk a la lluna de Plutó, Caront, rep el nom del personatge.

### Produccions de fans
A més de la televisió, els llargmetratges, els llibres i les paròdies, Kirk també ha estat retratat en fanficció no canònic.

#### Star Trek: New Voyages
La producció de fans Star Trek: New Voyages, coneguda des del 2008 fins al 2015 com a Star Trek: Phase II, retrata els viatges posteriors de la tripulació original de l' Enterprise. Els creadors de la sèrie consideren que "Kirk, Spock, McCoy i la resta s'haurien de tractar com a personatges 'clàssics' com Willy Loman de La mort d'un viatjant, Gandalf de El Senyor dels Anells o fins i tot Hamlet, Otel·lo o Romeo. Molts actors han interpretat i poden interpretar els papers, cadascun oferint una interpretació diferent d'aquest personatge."
James Cawley va interpretar Kirk a la majoria dels deu episodis de la sèrie Phase II des del seu inici el 2004 abans de ser substituït per l'actor Brian Gross. Wired observa que, si bé la representació de Cawley "manca de la vulnerabilitat de Shatner", l'actor té prou fantxenderia "per ser passable en el paper". La interpretació de Cawley va ser prou coneguda a Paramount que un grup de guionistes de Star Trek: Enterprise van cridar l'atenció de Cawley en una convenció de ciència-ficció cridant-li "Ei, Kirk!" mentre Shatner seia a prop.

#### Star Trek Continues
Produïda per primera vegada el 2013, la sèrie d'11 episodis Star Trek Continues també pretenia narrar les "temporades perdudes" de Star Trek: La sèrie original. El desenvolupador i productor de la sèrie és l'actor de doblatge d'anime Vic Mignogna, que també interpreta el paper de Kirk. Completen el repartiment principal el també actor de doblatge Todd Haberkorn com a Spock, Chris Doohan (fill de l'actor original de Scotty James Doohan) com a Scotty, i com a McCoy el primer autor i productor Larry Nemecek, seguit de l'actor de veu Chuck Huber. També va coprotagonitzar Grant Imahara (MythBusters) com a Sulu.
El primer episodi, "Pilgrim of Eternity" (amb  Michael Forest repetint el seu paper d'Apol·lo de l'episodi de la sèrie original "Qui plora pels déus?") es va estrenar el 2013. El segon episodi, "Lolani" (amb l'estrella convidada Lou Ferrigno), es va estrenar el febrer de 2014, i un tercer episodi, "Fairest of Them All" es va estrenar el juny de 2014 i va guanyar un premi del Festival Internacional de Cinema de Burbank al "Millor Nou Mitjà – Drama". Star Trek Continues també va guanyar el Premi Geekie a la "millor websèrie". El 19 de juny de 2015 es va publicar l'episodi 4 de la sèrie, titulat "White Iris". Els onze episodis complets s'han publicat a desembre de 2017.

## Llegat
L'octubre del 2021, l'actor de Kirk de La sèrie original William Shatner va volar a l'espai a bord d'una càpsula suborbital Blue Origin. Als 90 anys, es va convertir en la persona més gran a volar a l'espai i una de les primeres 600 a fer-ho.